# Liga Nacional de Futebol Americano
A Liga Nacional de Futebol Americano, ou simplesmente LNFA, é uma associação de equipes de futebol americano do Brasil responsável pela organização da competição nacional masculina homônima equivalente à divisão de acesso do Campeonato Brasileiro de Futebol Americano chancelada pela Confederação Brasileira de Futebol Americano (CBFA) em 2017 e 2018. Em 2018 também organizou a competição nacional feminina sob chancela da CBFA, a Copa do Brasil de Futebol Americano. A partir de 2019, a Liga Brasil Futebol Americano (Liga BFA) passou a organizar todos os campeonatos nacionais.